# Mi tema favorito
Mi tema favorito (en francés: Mon cher sujet) es una película dramática suiza de 1988 dirigida por Anne-Marie Miéville. La película fue seleccionada como la entrada suiza a la Mejor Película en Lengua Extranjera en la 62.ª edición de los Premios Óscar, pero no fue nominada.

## Reparto
- Gaële Le Roi como Angèle
- Anny Romand como Agnès
- Hélène Roussel como Odile
- Yves Neff como Carlo
- Bernard Woringer como François
- Hanns Zischler como Hans
- Marc Darnault como Augusto